# 新日本理化
新日本理化株式会社（しんにほんりか、英：New Japan Chemical co., ltd.）は、大阪府大阪市に本社を置く、天然油脂や石油から各種添加剤、界面活性剤、合成樹脂原料等を製造する化学メーカーである。大輪会の会員企業である。

## 沿革
- 1919年（大正8年） - 大阪酸水素株式会社創立。水の電気分解による酸素・水素の製造販売を開始。
- 1943年（昭和18年） - 鐘淵油脂工業株式会社に改称。
- 1944年（昭和19年） - 局方グリセリン、局方圧縮酸素の製造開始。
- 1948年（昭和23年） - 酸水素油脂工業株式会社と改称。
- 1951年（昭和26年） - 塩化ビニル樹脂用可塑剤、高圧還元による高級アルコールの製造開始。
- 1957年（昭和32年） - クリーニング用洗剤サンドレックス、界面活性剤シノリン、シクロヘキシルアミンの製造開始。
- 1963年（昭和38年） - 徳島工場竣工。
- 1964年（昭和39年） - 東燃石油化学（現東燃化学）のコンビナートに川崎工場竣工。
- 1967年（昭和42年） - 新日本理化株式会社に改称。
- 1997年（平成9年） - イギリスに現地法人リカインターナショナル設立。
- 2004年（平成16年） - 堺工場開設。
- 2021年（令和3年）　-京都R&Dセンター竣工

## 事業内容
オレオ事業
医薬品、食品、化粧品の原料となる脂肪酸、グリセリン、アルコール、界面活性剤の開発・製造・販売。
化成品事業
各種合成樹脂原料、可塑剤、添加剤の開発・製造・販売。

## 事業所
- 大阪本社
  - 大阪府大阪市中央区備後町2-1-8
- 製造拠点
  - 東京支社 - 東京都中央区新川1-3-3
  - 京都工場 - 京都市伏見区葭島矢倉町13
  - 徳島工場 - 徳島市川内町榎瀬1
  - 川崎工場 - 川崎市川崎区浮島町7-2
  - 堺工場 - 大阪府堺市西区築港新町3-5-1
- 研究所
  - 京都R&Dセンター - 京都府相楽郡精華町光台1-５-４